# Philodromus rufus
Philodromus rufus là một loài nhện trong họ Philodromidae.
Loài này thuộc chi Philodromus. Philodromus rufus được Charles Athanase Walckenaer miêu tả năm 1826.